# 울루산
울루산(튀르키예어: Uludağ)은 튀르키예의 부르사주에 위치한 산으로 최고 봉은 2,543m(8,434 ft)이다. 예전에는 올림푸스산(Mysian Olympus)으로 불렸다. 울루산은 튀르키예에서 겨울 스포츠로 유명하고, 다양한 식생을 가지고 있다.

## 울루산 국립공원
서부 아나톨리아 지방에서 가장 높은 산으로, 울루산은 케이블카와 자동차로 접근할 수 있다.